# 야우싱퉁
야우싱퉁(중국어: 丘成桐, 병음: Qīu Chéngtóng 추청퉁[*], 한자음: 구성동, 광둥어 로마자 표기: Jau1 Sing4tung4, 영어: Shing-Tung Yau, 1949년 4월 4일 ~ )은 중국계 미국인 수학자이다. 하버드 대학교의 교수다. 미분기하학을 연구한다. 칼라비-야우 다양체의 야우가 바로 야우싱퉁의 이름에서 따온 것이다.

## 생애
야우는 중국 광둥성 산터우 시에서 태어났으며, 하카계 출신이다. 형제자매는 8명이 있었다. 그의 아버지는 대학에서 철학을 가르치는 교수였으나, 야우가 14세가 되던 해에 사망하였고 야우는 홍콩으로 이주하였다. 홍콩에서 푸이칭 고등학교를 졸업 한후, 홍콩 중문 대학에 입학하여 1969년 수학으로 학사 학위를 취득하고 수학 박사과정을 미국의 캘리포니아 대학교 버클리에서 시작하였다. 천싱선이 야우싱퉁의 박사 과정을 지도하였다. 1971년에 박사 학위를 받은 후, 1년을 프린스턴 고등연구소에서 연구원으로 보낸 후, 뉴욕 주립 대학교 스토니브룩에서 2년간 조교수로 근무했다.
1974년, 야우는 스탠퍼드 대학교의 정교수로 임명되어서 몇 년을 보냈으나, 1979년에 프린스턴 고등 연구소의 교수로 자리를 옮긴다. 이 해에, 그의 박사과정 학생이었던 리처드 숀(Richard Schoen)과 함께 야우는 일반 상대성 이론의 양수 에너지 정리를 증명하였다. 1984년부터 1987년사이에는 캘리포니아 대학교 샌디에이고에서 교수로 있다가, 1987년에는 하버드 대학교 교수로 옮긴 후 현재까지 그곳에서 교편을 잡고 있다.

## 업적
야우는 수학 분야에서 유명한 상을 많이 수상하였다. 1982년에는 "그의 미분방정식, 대수기하학의 칼라비 가설, 일반상대론의 양수 질량 정리, 몽주-앙페르 방정식에 대한 위대한 업적의 공"을 인정받아 필즈상을 수상하였으며, 1984년에는 맥아더 펠로십을, 1994년에는 크라포르드상을 수상하였다. 1997년에는 미국의 국가 과학 메달(National Medal of Science)을 수상하였다.

## 학력
- 1965년~1969년: 홍콩 중문 대학 (학사)
- 1969년~1971년: 캘리포니아 대학교 버클리 (박사)